# Deux petites filles en bleu
Pour le téléfilm, voir Deux petites filles en bleu (téléfilm).
Deux petites filles en bleu (Two Little Girls in Blue) est un roman policier de Mary Higgins Clark paru en 2006.
La traduction française par Anne Damour est publiée la même année à Paris chez Albin Michel.

## Résumé
Goûter d'anniversaire chez les Frawley : on fête les trois ans des jumelles, Kelly et Kathy. Mais le soir même, de retour d'un dîner, les parents des fillettes sont accueillis par la police : leur baby-sitter a perdu connaissance et les petites ont disparu. Kidnappées. 
Après avoir réussi à rassembler la rançon de 8 millions de dollars exigée, Steve et Margaret entrent en contact avec le ravisseur. Le jour de l'échange, ils ne trouvent que Kelly dans une voiture abandonnée. Qu'est-il advenu de Kathy ? Alors que tout espoir semble perdu, Kelly affirme que sa sœur est bien vivante, comme si les jumelles parvenaient à communiquer par télépathie...

## Adaptation télévisée
- 2014 : Deux petites filles en bleu, téléfilm français réalisé par Jean-Marc Thérin, avec Christine Citti, Marie Guillard et Lizzie Brocheré